# Championnat de Turquie de football de deuxième division
Le Championnat de Turquie de football de deuxième division, actuellement appelé Trendyol 1.Lig ou plus couramment 1.Lig, est la deuxième ligue la plus importante du pays. Elle est l'antichambre de la SüperLig.

## Organisation
Trois équipes sont promues en SüperLig, le Championnat de Turquie de football. Les deux premiers se qualifient directement, et une troisième équipe qui remporte une série de matches éliminatoires opposant les clubs classés 3e, 4e, 5e et 6e du championnat accède également à l'élite.
Les trois dernières équipes du classement de cette ligue descendent au troisième niveau national, la Ligue 2 de TFF.
Au cours de la saison 2006-2007, Türk Telekom devient le sponsor de la compétition, qui prend alors le nom de « Türk Telekom Lig A ». Cette dénomination évolue à nouveau pour la saison 2007-2008, la compétition devenant la « TFF First League ». À la deuxième moitié du championnat, un nouveau sponsor fait son apparition, la Bank Asya, et la ligue prend le nom de « Bank Asya 1. Lig ». De 2012 à 2016, le championnat est nommé « PTT 1. Lig » avant de reprendre son ancienne appellation, la « TFF First League ».
TRT Spor diffuse tous les matchs de la TFF 1st League.

## Palmarès
Les champions du Championnat de Turquie de football D2 :
| Année     | Champion                                                |
| 2023-2024 | Eyüpspor                                                |
| 2022-2023 | Samsunspor                                              |
| 2021-2022 | MKE Ankaragücü                                          |
| 2020-2021 | Adana Demirspor                                         |
| 2019-2020 | Hatayspor                                               |
| 2018-2019 | Denizlispor                                             |
| 2017-2018 | Çaykur Rizespor                                         |
| 2016-2017 | Sivasspor                                               |
| 2015-2016 | Adanaspor                                               |
| 2014-2015 | Kayserispor                                             |
| 2013-2014 | İstanbul Başakşehir F.K.                                |
| 2012-2013 | Kayseri Erciyesspor                                     |
| 2011-2012 | Akhisar Belediyespor                                    |
| 2010-2011 | Mersin Idmanyurdu SK                                    |
| 2009-2010 | Kardemir Karabükspor                                    |
| 2008-2009 | Manisaspor                                              |
| 2007-2008 | Kocaelispor                                             |
| 2006-2007 | Hacettepe SK                                            |
| 2005-2006 | Bursaspor                                               |
| 2004-2005 | Sivasspor                                               |
| 2003-2004 | Sakaryaspor                                             |
| 2002-2003 | Konyaspor                                               |
| 2001-2002 | Altay                                                   |
| 2000-2001 | Göztepe AS                                              |
| 1999-2000 | Yimpaş Yozgatspor AS                                    |
| 1998-1999 | Vanspor                                                 |
| 1997-1998 | Erzurumspor                                             |
| 1996-1997 | Kardemir D.Ç.Karabükspor                                |
| 1995-1996 | Ç.Dardanelspor                                          |
| 1994-1995 | Karşıyaka                                               |
| 1993-1994 | Petrolofisi                                             |
| 1992-1993 | Samsunspor                                              |
| 1991-1992 | Kocaelispor - Karşıyaka - Kayseri Erciyesspor           |
| 1990-1991 | Samsunspor - Altay - Adana Demirspor                    |
| 1989-1990 | Bakırköyspor - Gaziantepspor - Aydinspor                |
| 1988-1989 | Gençlerbirliği - Bursaspor Amatör - Zeytinburnuspor     |
| 1987-1988 | Adanaspor - Kahramanmaraşspor - Konyaspor               |
| 1986-1987 | Adana Demirspor - Karşıyaka - Sakaryaspor               |
| 1985-1986 | Boluspor - Antalyaspor - Diyarbakır                     |
| 1984-1985 | Rizespor - Kayserispor - Samsunspor                     |
| 1983-1984 | Eskişehirspor - Altay - Malatyaspor                     |
| 1982-1983 | Karagümrük - Denizlispor - Gençlerbirliği - Orduspor    |
| 1981-1982 | Sarıyer - Antalyaspor - Mersin Idman Yurdu - Samsunspor |
| 1980-1981 | Göztepe - Sakaryaspor – Diyarbakırspor                  |
| 1979-1980 | Mersin Idman Yurdu - Kocaelispor                        |
| 1978-1979 | Rizespor - Gaziantepspor                                |
| 1977-1978 | Göztepe - Kırıkkalespor                                 |
| 1976-1977 | Ankaragücü - Diyarbakırspor                             |
| 1975-1976 | Samsunspor - Mersin Idman Yurdu                         |
| 1974-1975 | Balıkesirspor – Orduspor                                |
| 1973-1974 | Zonguldakspor - Trabzonspor                             |
| 1972-1973 | Adana Demirspor - Kayserispor                           |
| 1971-1972 | Şekerspor - PTT                                         |
| 1970-1971 | Giresunspor - Adanaspor                                 |
| 1969-1970 | Boluspor - Karşıyaka                                    |
| 1968-1969 | Samsunspor - Ankaragücü                                 |
| 1967-1968 | Izmirspor – İstanbulspor                                |
| 1966-1967 | Bursaspor - Mersin Idman Yurdu                          |
| 1965-1966 | Eskişehirspor - Altınordu                               |
| 1964-1965 | Vefa                                                    |
| 1963-1964 | Şekerspor                                               |

## Meilleurs buteurs
| Saison  | Joueur                       | Club                     | Buts |
| ------- | ---------------------------- | ------------------------ | ---- |
| 2022-23 | Marco Paixão                 | Altay                    | 21   |
| 2021-22 | Ahmet Sagat                  | Menemenspor              | 17   |
| 2020-21 | Marco Paixão                 | Altay                    | 22   |
| 2019-20 | Marco Paixão                 | Altay                    | 22   |
| 2018-19 | Marco Paixão                 | Altay                    | 29   |
| 2017-18 | Braian Samudio               | Çaykur Rizespor          | 20   |
| 2016-17 | Mickaël Poté                 | Adana Demirspor          | 24   |
| 2015-16 | Mickaël Poté                 | Adana Demirspor          | 23   |
| 2014-15 | Jonathan Ayité               | Alanyaspor               | 19   |
| 2013-14 | Muhammet Reis Slavko Perović | Balıkesirspor Manisaspor | 19   |
| 2012-13 | Gérard Gohou                 | Kayseri Erciyesspor      | 19   |
| 2011-12 | Severin Bikoko               | Çaykur Rizespor          | 18   |
| 2010-11 | Simon Zenke Mbilla Etame     | Samsunspor Adanaspor     | 16   |
| 2009-10 | Yasin Avcı                   | Kardemir Karabükspor     | 18   |
| 2008-09 | Bruno Mezenga                | Orduspor                 | 21   |
| 2007-08 | Taner Gülleri                | Kocaelispor              | 21   |
| 2006-07 | Taner Demirbaş               | Malatyaspor              | 27   |
| 2005-06 | Taner Demirbaş Ufuk Ateş     | Sakaryaspor Altay        | 20   |